# 長和トンネル
長和トンネル（おさわトンネル）は、北海道勇払郡むかわ町穂別長和にあるトンネルであり、以下の3つがある。
1. 北海道旅客鉄道（JR北海道）石勝線の鉄道トンネル。
2. 道東自動車道のトンネル。
3. 国道274号のトンネル。

## 北海道旅客鉄道
北緯42度56分26.5秒 東経142度11分47.6秒 / 北緯42.940694度 東経142.196556度
オサワ信号場と東オサワ信号場の間に位置している。長さは1,802 m。

## 道東自動車道
北緯42度57分14.8秒 東経142度14分34.8秒 / 北緯42.954111度 東経142.243000度
むかわ穂別ICと穂別トンネルの間に位置している。長さは1,541 m。穂別トンネルとの間はスノーシェッドで接続している。

## 国道274号
北緯42度53分14.6秒 東経142度10分41.5秒 / 北緯42.887389度 東経142.178194度
長さは281 m。